# Yo, Daniel Blake (película)
Yo, Daniel Blake (título original en inglés: I, Daniel Blake) es una película dirigida por Ken Loach en 2016. Protagonizada por Dave Johns y Hayley Squires, el guion es obra de Paul Laverty, colaborador frecuente de Loach. Empezó a rodarse en octubre de 2015 en Newcastle upon Tyne y alrededores, y la producen Rebecca O'Brien para Sixteen Films, Why Not Productions y Wild Bunch con el apoyo del British Film Institute, BBC Films y Campbell's Transport de Peterlee.
La película obtuvo mayormente críticas positivas y esto dio lugar a ser proyectada en cines de Estados Unidos y obtener numerosos reconocimientos internacionales. Se estrenó en el Festival de Cannes de 2016 donde se alzó con la Palma de Oro. También fue ganadora en los Premios BAFTA como Mejor película británica en la edición de entrega 2017.

## Sinopsis
Daniel Blake, un carpintero viudo de 59 años de Newcastle, noroeste de Inglaterra , ha sufrido un ataque al corazón. Aunque su médico no le ha permitido volver a trabajar, se le considera apto para hacerlo después de una evaluación de la capacidad laboral y se le niega el subsidio de empleo y apoyo. Daniel se siente frustrado al enterarse de que su médico no fue contactado sobre esta decisión y, por lo tanto, solicita una apelación, un proceso que Daniel encuentra difícil porque debe completar formularios en línea y no tiene conocimientos informáticos.
Daniel se hace amigo de Katie Morgan, una madre soltera, después de que ella es sancionada por llegar tarde a su cita en el centro de empleo. Katie y sus hijos acaban de mudarse a Newcastle desde un refugio para personas sin hogar en Londres, ya que no hay alojamiento asequible en Londres. Daniel ayuda a la familia reparando objetos, enseñándoles a calentar habitaciones sin electricidad y fabricando juguetes de madera para los niños.
Durante una visita al banco de alimentos, Katie rompe a llorar, después de haberse sentido abrumada por el hambre debido a alimentar a sus hijos en lugar de a sí misma. Después de que la atrapan robando en un supermercado, un guardia de seguridad le ofrece a Katie trabajo en secreto como prostituta. Daniel la sorprende en el burdel donde va a trabajar y le ruega que renuncie al trabajo, pero Katie insiste entre lágrimas en que no tiene otra forma de alimentar a sus hijos.
Como condición para recibir el subsidio para solicitantes de empleo, Daniel debe seguir buscando trabajo. Rechaza un trabajo en un centro de jardinería porque su médico no le permite trabajar todavía. Cuando su entrenador laboral le dice que debe trabajar más duro para encontrar un trabajo o ser sancionado, Daniel pinta con aerosol "Yo, Daniel Blake, exijo mi fecha de apelación antes de morir de hambre" en el costado del edificio.
Daniel se gana el apoyo de los transeúntes, incluidas otras personas que reclaman beneficios, pero es arrestado y amonestado por la policía. Daniel vende la mayoría de sus pertenencias y se convierte en un recluso, pero es sacado de su depresión por la hija de Katie, Daisy, quien le trae una comida casera para pagarle a Daniel por su amabilidad. El día de la apelación de Daniel, Katie lo acompaña al tribunal, donde un asesor de bienestar le dice a Daniel que su caso parece prometedor. Al ver al juez y al médico que decidirá su destino, Daniel se pone ansioso y se excusa para ir al baño, donde sufre otro infarto y muere.
Más tarde, Katie lee un panegírico en su funeral de salud pública, incluido un discurso que tenía la intención de leer en su apelación. El discurso describe sus sentimientos sobre cómo el sistema de bienestar le falló, y afirma: "No soy un parpadeo en la pantalla de una computadora o un número de seguro nacional, soy un hombre".

## Reparto
- Dave Johns como Daniel Blake.
- Hayley Squires como Katie Morgan.
- Dylan McKiernan como Dylan Morgan.
- Briana Shann como Daisy Morgan.
- Kate Rutter como Ann.
- Kema Sikazwe como China.
- Steven Richens como Piper.
- Gavin Webster como Joe.

## Marketing
Yo, Daniel Blake utilizó una variedad de estrategias de marketing para asegurarse de que los puntos de vista de Ken Loach llegaran a su público objetivo y que la película llegara a un público más amplio, incluido el marketing disruptivo, las exhibiciones callejeras y las inclusiones en los periódicos. Ken Loach trabajó con el Trinity Mirror a través del uso de la columna editorial de The Mirror y a cada periódico se le cambió la "I" para reflejar la fuente principal de la película.  El Trinity Mirror también proporcionó 10.000 entradas gratuitas para ver la película, tal y como se anunció en uno de sus periódicos y utilizó a Daniel Blake como cabecera de sus periódicos. La Cámara de los Comunes y otros edificios importantes de Londres tenían proyecciones del discurso final de Daniel Blake colocadas en las paredes exteriores como parte de su "Campaña de Marketing de Guerrilla".  Ken Loach retuiteó varios tuits promocionando la película e incluso comenzó un hashtag #WeAreAllDanielBlake que se puede encontrar principalmente en la página oficial de Twitter de Yo, Daniel Blake.

## Recepción
I, Daniel Blake tuvo una acogida positiva por parte de la crítica. En el portal de internet Rotten Tomatoes, la película posee una aprobación del 92 % basada en 184 reseñas, con una puntuación de 8/10 por parte de la crítica.  En la página Metacritic, la película obtuvo un índice de 78 sobre 100, basada en 32 reseñas, indicando "reseñas generalmente favorables".

## Respuesta política
El entonces secretario de Estado de Trabajo y Pensiones del Partido Conservador, Iain Duncan Smith, dijo que la película era injusta y criticó su retrato del personal de Jobcentre: "Esta idea de que todo el mundo está dispuesto a aplastarte, creo que realmente ha perjudicado al personal de Jobcentre que no se ve a sí mismo como tal".  La productora, Rebecca O'Brien, respondió que Duncan Smith «está viviendo en la tierra del cuco de las nubes».  En el episodio del 27 de octubre de 2016 del programa de debate temático de la BBC Question Time, que tuvo a Loach como panelista, el entonces secretario de Negocios del Partido Conservador, Greg Clark, describió la película como "ficticia" y dijo: "Es un trabajo difícil administrar un sistema de beneficios. El personal del Departamento de Trabajo y Pensiones (Department for Work and Pensions, DWP por sus siglas) tiene que tomar decisiones increíblemente difíciles y creo que deberían contar con nuestro apoyo para tomar esas decisiones".
Loach respondió criticando la presión a la que está sometido el personal del DWP: "Hablamos con cientos de personas que trabajan en el DWP bajo su guía e instrucciones, y se les dice que sancionen a las personas. Si no los sancionan, están en problemas". Más tarde dijo: "Cuando te sancionan, tu vida se ve forzada al caos, y la gente va a los bancos de alimentos. ¿Cómo podemos vivir en una sociedad en la que el hambre se utiliza como arma?" El entonces líder del Partido Laborista, Jeremy Corbyn, apareció en el estreno de la película en Londres y elogió la película en su página de Facebook.  Durante las preguntas al primer ministro del 2 de noviembre de 2016, Corbyn criticó la injusticia del sistema de bienestar y aconsejó a la entonces primera ministra, Theresa May, que viera la película.

## Premios
2016: Festival de Cannes: Palma de Oro
   2016: Premios BAFTA: Mejor film británico. 5 nominaciones
   2016: Premios Goya: Nominada a Mejor película europea
   2016: Premios César: Mejor película extranjera
   2016: Premios David di Donatello: Mejor film de la Unión Europea
   2016: Premios del Cine Europeo: 4 nominaciones, incluyendo Mejor película
   2016: Festival de San Sebastián: Premio del público
   2016: British Independent Film Awards (BIFA): Mejor actor. 5 nominaciones